# Cloppenburg
Cloppenburg (en bajo alemán: Cloppenborg; en frisón de Saterland: Kloppenbuurich) es la capital del distrito que lleva su nombre y que pertenece a Baja Sajonia (Alemania). Ubicada a casi 38 km al sudoeste de Oldenburgo.

## Historia
A finales de la Segunda Guerra Mundial un ataque aéreo perpetrado por los aliados, produjo la destrucción de aproximadamente 150 casas de Cloppenburg.

## Demografía
Cloppenburg es la ciudad con el mayor número de hijos por mujer en Alemania. Allí, según datos de 2004, cada madre da a luz 1,92 hijos, mientras que el promedio alemán es de 1,37 niños por cada mamá.

## Lugares de interés
- Museumsdorf Cloppenburg. Uno de los museos más interesantes sobre casas que puede verse en Alemania.
- Castillo Cloppenburg
- La iglesia de San Andrés en Cloppenburg. Siglo XVII
- Paseo con esculturas de bronce en la plaza "Stadtmitte" (centro de la ciudad)

|  |